# Paulo Wanchope
Paulo Wanchope, kostariški nogometaš in trener, * 31. julij 1976.
Za kostariško reprezentanco je odigral 73 uradnih tekem in dosegel 44 golov.